# Bolivarisme

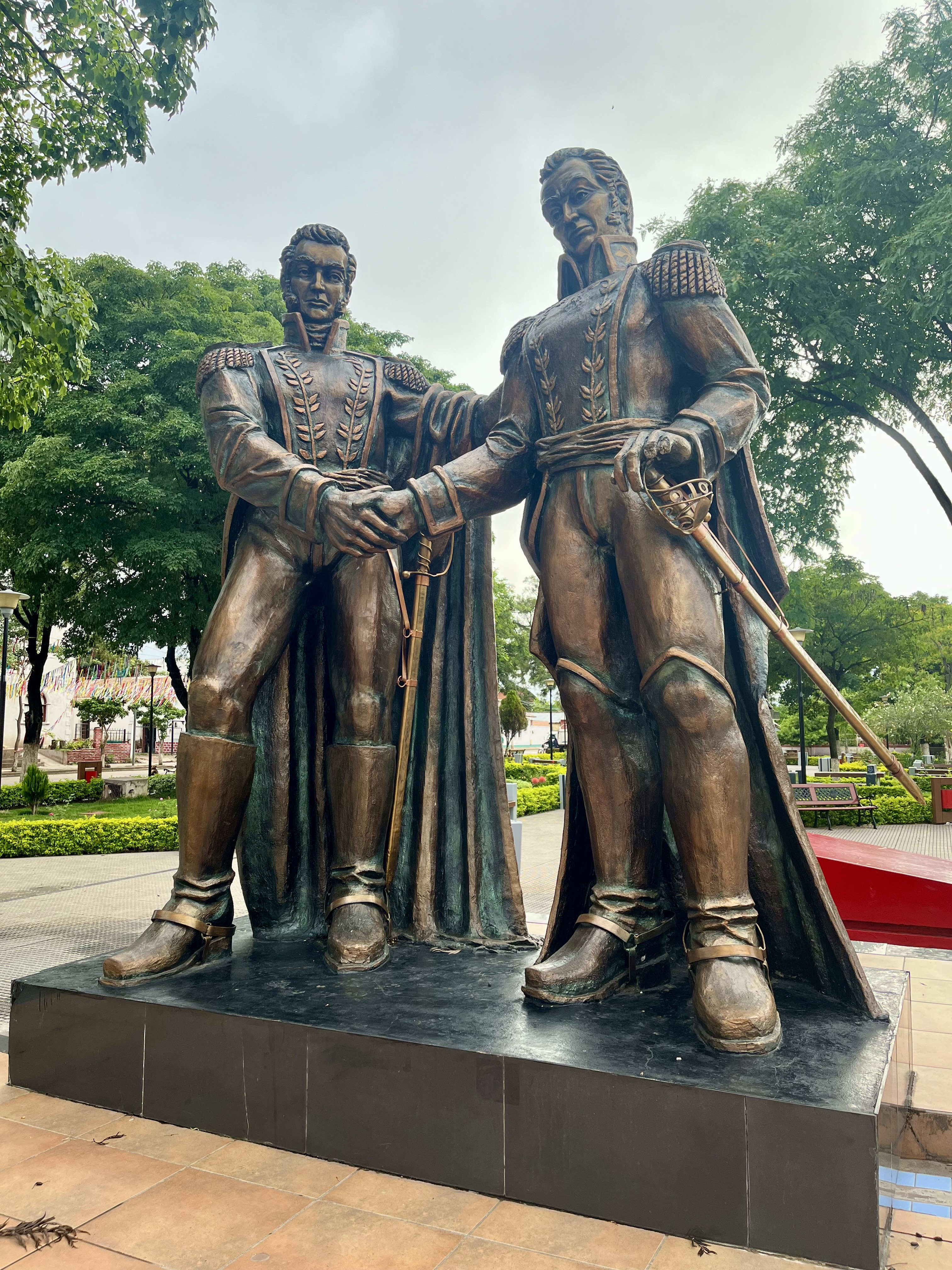
Estàtues de Bolívar i Antonio José de Sucre a Caraparí

El bolivarisme és una ideologia que parteix dels ideals socialistes i nacional-patriòtics del líder revolucionari Simón Bolívar (1783-1830), el general veneçolà del segle xix que va liderar la lluita per la independència a gran part de Sud-amèrica.

## Història
Les persones que es consideren a si mateixes «bolivarianes» afirmen seguir la ideologia general expressada en textos de Simón Bolívar com la Carta de Jamaica (1815) i el Discurs d'Angostura (1819). Algunes de les idees de Bolívar inclouen la formació d'una unió de països hispanoamericans, proporcionar educació pública i fer complir la sobirania per a lluitar contra la invasió o la dominació econòmica per part de potències estrangeres. Un exemple d'aquesta unió va ser la Gran Colòmbia, un bloc de països format per Veneçuela, Colòmbia, Panamà (que en aquell moment formava part del Virregnat de Nova Granada) i Equador.
Més endavant, la manifestació política més significativa del bolivarisme va ser en el govern del president de Veneçuela Hugo Chávez (1954-2013), qui des del principi de la seva presidència (1999-2013) va reivindicar la influència bolivariana i la va aplicar als afers quotidians, com a part de la Revolució Bolivariana. Aquest fet es va manifestar a la Constitució veneçolana de l'any 1999, que va canviar el nom de Veneçuela a República Bolivariana de Veneçuela i altres idees com les Escoles Bolivarianes, els Cercles Bolivarians i la Universitat Bolivariana de Veneçuela. Els punts centrals del bolivarisme tal com el va promoure Hugo Chávez són els següents:
- Sobirania econòmica i política llatinoamericana (antiimperialisme)
- Participació política de la població de base mitjançant votacions populars i referèndums (democràcia participativa)
- Autosuficiència econòmica (en aliments, béns de consum duradors, etc.)
- Instruir a la població una ètica nacional de servei patriòtic
- Distribució equitativa dels vastos recursos naturals (de Sud-amèrica)
- Eliminació de la corrupció

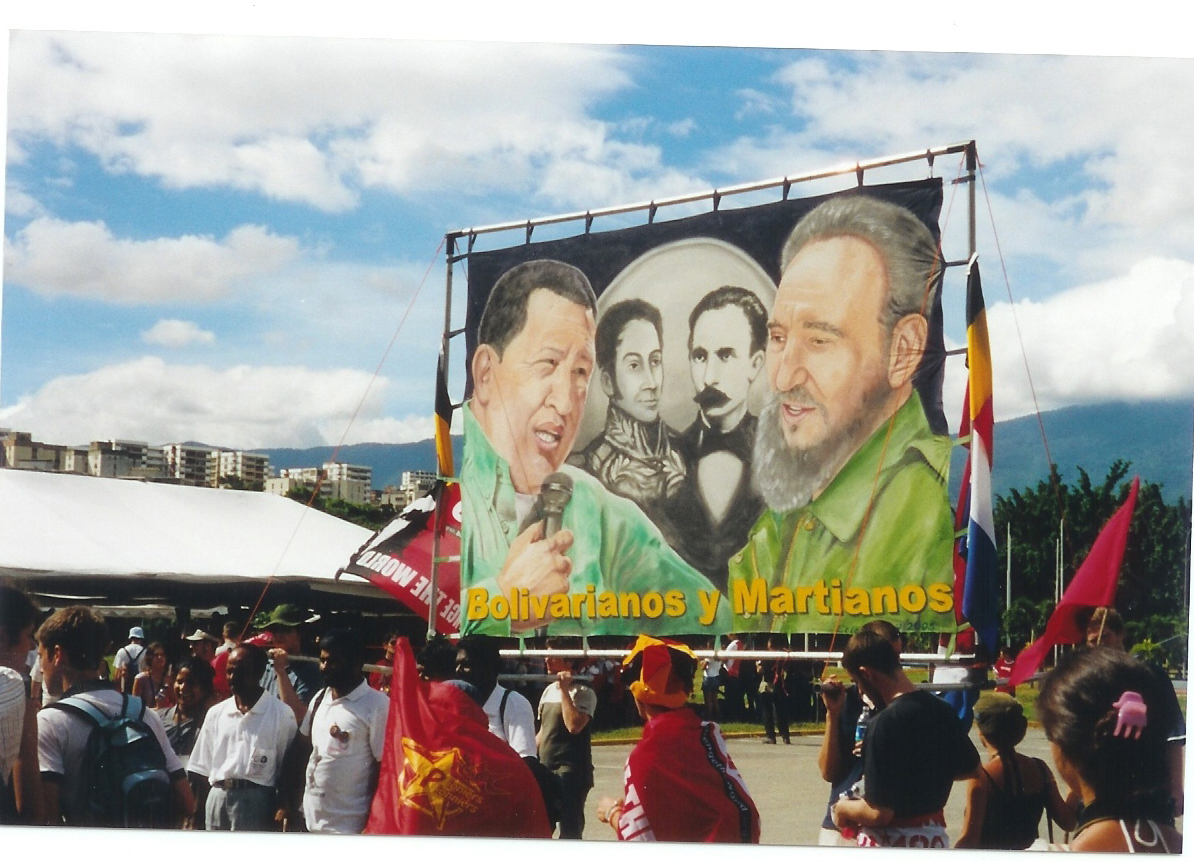
Pancarta amb Chávez, Bolívar, José Martí i Castro al Festival Mundial de la Joventut i els Estudiants de Caracas el 2005

La versió del bolivarisme de Chávez, tot i que s'inspira en gran manera en els ideals de Bolívar, també veu dels escrits de l'historiador marxista Federico Brito Figueroa i del socialisme del segle XXI de Heinz Dieterich Steffan. Chávez també va ser influenciat per la tradició hispanoamericana del cooperativisme a principis de la seva vida, com la practicada per Jorge Eliécer Gaitán, Fidel Castro, Che Guevara i Salvador Allende. Altres influències clau en la filosofia política de Chávez són Ezequiel Zamora i Simón Rodríguez.
Tot i que el mateix Chávez es va referir a la seva ideologia com a «bolivarisme», els partidaris i opositors de Chávez a Veneçuela es defineixen a si mateixos com a favor o en contra del «chavisme». Diversos partits polítics de Veneçuela donen suport al chavisme. El principal partit, afiliat directament a Chávez, és el Partit Socialista Unit de Veneçuela (PSUV), que va substituir el Moviment Cinquena República (MVR). Altres partits i moviments que donen suport al chavisme són el Partit Comunista de Veneçuela i la Unitat Popular Veneçolana.
La guerrilla de les FARC també es va considerar inspirada pels ideals de Bolívar i pel seu paper en la lluita per la independència del segle xix contra l'Imperi Espanyol. També ha declarat públicament la seva simpatia cap a Chávez i la Revolució Bolivariana. El bolivarisme s'ha adoptat a Bolívia i l'Equador i l'oposició a la difusió de l'ideal bolivarià va ser el pretext per als cops d'estat tant a Hondures el 2009 com a Bolívia el 2019. Posteriorment, governs alineats amb el bolivarisme van ser elegits democràticament a Bolívia el 2020 i Hondures el 2021, mentre que va ser derrotat a l'Equador el 2021. El 2022, Gustavo Petro va guanyar les eleccions presidencials a Colòmbia i és considerat un dels defensors del bolivarisme a Sud-amèrica, ja que aquesta era la ideologia política del moviment M-19 del qual va formar part durant la dècada del 1980. Aspectes del bolivarisme van ser adaptats també pel partit polític espanyol Podemos.